# Брюстлейн, Жильбер
Жильбер Брюстлейн (фр. Gilbert Brustlein, 20 марта 1919 — 25 февраля 2009) — французский коммунист, участник французского Сопротивления (член Батальонов молодёжи), член нантской группы Спартако Гиско, казнившей немецкого коменданта города.